# 金子剛 (サウンドクリエーター)
金子 剛（かねこ つよし、7月23日 - ）は、日本の作曲家、編曲家、シンガーソングライター。血液型はA型。別名「金さん（きんさん）」「ボンジョルノ・カネコ」「吉 祥寺（きち ジョージ）」。

## 来歴
福岡県柳川市出身。1995年から作曲家として活動を始める。作曲の師匠は美樹克彦。歌謡曲、CMなどの仕事の他、赤井孝美代表のナインライブス、ガイナックスを経て2000年頃からゲームミュージックを中心に活動。
一緒に同人活動をしていた松宮豊（ユタカ・キャットワンチャイ）と組むことが多い。二人の名前が並んでクレジットされていることも暫しある。主題歌の作詞を担当していることが多い。
作詞家、ゲームプロデューサーの武村大（アリスプロジェクトの作詞、アーマード・コア ラストレイヴンなど）とユニット「MONOTONE」を組んでいる。
SEGAオフィシャルサウンドユニット[H.]との競演やライブ、歌手の真理絵と二人で「MK-II」というユニットを結成している（2013/4現在 MK-II名義でのフルライブは行われていない）。
2016年2月柳川市主催の「Explosion Performance Live」にソロとしてのライブは15年ぶり、イベント出演は10年ぶりで歌、演奏、VJで出演。新曲2曲、花色春風(PCゲーム「ひだまり」)、いつか会えたら…(DCゲーム「セガガガ」)の4曲を演奏している。
2017年3月横浜市磯子区、区制90周年のご当地アイドル「ISOGO90」の作曲を担当している。作詞は武村大。

## 作品

### CDアルバム
- SYMMETRY／MONOTONE
- life
- C・H・A・N・C・E／MK-II（真理絵/金子剛）
- ミンナノウタ CHANCE2／MK-II（真理絵/金子剛）
  - タイトル曲「ミンナノウタ」ではセガの光吉猛修が別名でゲスト参加している。

### ゲーム
- 2000年
  - ブレイドアーツ 〜黄昏の都ルルイエ〜 PS※額賀晋治と共作
- 2001年
  - セガガガ DC
- 2003年
  - カラフルBOX PC&PS2
  - ASTRO BOY・鉄腕アトム -アトムハートの秘密- DS※半沢紀夫と共作
- 2004年
  - マレビト 〜そして世界は色を失う〜 PC
  - シスターシスター〜恋のハートフルパニック〜 PC
- 2005年
  - ファントム・キングダム PS2※一部楽曲
  - 学園怪傑くるり! PC
  - 萌えろDownhill Night -峠最速伝説- PC
  - プリンセスメーカー4 PS2&PSP
  - ふしぎの海のナディア〜Inherit the Bluewater〜 PS2
  - 王宮夜想曲
- 2006年
  - 艶劇倶楽部
  - 純恋〜JunRen〜 PC
  - とり×とり
  - ブラック・ジャック 火の鳥編 DS
- 2007年
  - といろ小町〜紅に染まるそのときまで〜 PC
  - はかれなはーと 君がために輝きを PC
  - ナンプレVOW DS
  - イラロジVOW DS
  - ハローキティのおしゃれパーティー サンリオキャラクターずかんDS DS
  - ビックリマン大事典 DS
- 2008年
  - サンダーフォースVI PS2※一部楽曲
- 2009年
  - DS 犬神家の一族 DS
  - DS 八つ墓村 DS
- 2012年
  - 龍が如く5 夢、叶えし者 PS3※一部楽曲
- 2014年
  - 龍が如く 維新! PS3、PS4
    - 「はらぺこ日和」歌：釘宮理恵(澤村遥/遥)
      - （作詞：堀井亮佑 作曲：金子剛 編曲：金子剛/青木千紘）

    - 「故郷に錦を飾るべし」歌：小山力也(冴島大河/永倉新八)
      - （作詞：堀井亮佑 作曲：金子剛 編曲：金子剛/青木千紘）

### 主題歌のみ担当したゲーム
- キャリばん
- ああっお嬢様っ
- 冷徹冷静しかしてXXX!!
- チュートリアルサマー
- ひだまり

### その他CDなど
- 雨・・・あれから／三善英史
- ENCORE〜もういちど／公月早苗
- 瞳の中…／Tsuyoshi.K&Ｈ．
- さよならドリームキャスト／金子剛/光吉猛修
- 天使の翼／ちゅろすでChu!
- THE FORCE OF LOVE／Lia
- Inner trip〜心の旅路〜／美樹克彦
- モバってますか〜っ(^o^)ノ／宮岡志帆/光吉猛修（セガモバイメージソング）
- また、ここで逢いたい・・・／光吉猛修（セガモバイメージソング）
- I wanna see you again　〜a capella〜／光吉猛修（From Loud 2 Low Too／『また、ここで逢いたい』の英語版アカペラ）
- ITSUKA 2006／光吉猛修（From Loud 2 Low Too／『セガガガ』エンディング曲の男性ボーカル版）
- 炎歌 -ほむらうた-／森山愛子（アーケードゲーム『maimai』編曲を担当）
- 笑顔でISOGO!!／ISOGO90【磯子区制90周年祝い隊】